# ニサ族
ニサ族（ニサぞく、Nysa family）とは小惑星帯に位置する小惑星族。族の名前はこの小惑星族の中で一番小惑星番号の若いニサから来ている。

## 軌道
ニサ族の小惑星は主に以下のような軌道に当てはまる。
|      | ap      | ep   | ip   |
| ---- | ------- | ---- | ---- |
| 最小 | 2.41 AU | 0.12 | 1.4° |
| 最大 | 2.5 AU  | 0.21 | 4.3° |

## 系統
ニサ族の小惑星は異なったスペクトルタイプの二族に分けて考えることもあり、ニサと、ポラナの系統に分類される
ニサとヘルタを除けばこの小惑星群に属する小惑星はS型であり、ポラナのようにF型に分類されるサブグループもある。
| 名前           | 軌道長半径 | 離心率 | 軌道傾斜角 |
| -------------- | ---------- | ------ | ---------- |
| (44) ニサ      | 2.423      | 0.149  | 3.703°     |
| (135) ヘルタ   | 2.428      | 0.206  | 2.306°     |
| (142) ポラナ   | 2.418      | 0.136  | 2.238°     |
| (750) オスカー | 2.444      | 0.130  | 3.952°     |